# Arachnopusia perforata
Arachnopusia perforata is een mosdiertjessoort uit de familie van de Arachnopusiidae. De wetenschappelijke naam van de soort is voor het eerst geldig gepubliceerd in 1909 door Maplestone.